# 武陵山耳蕨
武陵山耳蕨（学名：Polystichum leveillei）为鳞毛蕨科耳蕨属下的一个种。

## 扩展阅读
- 維基物種上的相關：武陵山耳蕨